# Erik Wijmeersch
Erik Wijmeersch (Sint-Niklaas, 23 januari 1970) is een voormalige Belgische sprinter, die was gespecialiseerd in de 60 m, 100 m en de 200 m. Hij werd Europees indoorkampioen en negentienmaal Belgisch kampioen bij de senioren.

## Biografie

### Europees indoorkampioen
Zijn grootste prestatie boekte Wijmeersch in 1996. Op de Europese indoorkampioenschappen in Stockholm won hij toen een gouden medaille op de 200 m. Met een tijd van 21,04 versloeg hij de Griek Alexis Alexopoulos (zilver; 21,05) en de Zweed Torbjörn Eriksson (brons; 21,07). Dat jaar was hij tevens kwartfinalist op de 100 en 200 m op de Olympische Spelen van 1996 in Atlanta. Een jaar later won hij goud op de Europacup B wedstrijden in Dublin.

### Belgisch record op estafette
In 2001 vertegenwoordigde Wijmeersch België op de wereldkampioenschappen in Edmonton, waar hij deelnam aan de 200 m en de 4 x 100 m estafette. Op de 200 m werd hij in de series uitgeschakeld, terwijl hij op de 4 x 100 m samen met zijn teamgenoten Bongelo Bongelemba, Anthony Ferro en Kevin Rans vijfde werd in de serie, hoewel ze met een tijd van 39,22 wel een Belgisch record vestigden. De Belgische ploeg had zelfs zicht op een plaats in de finale, ware het niet dat door een volgens Wijmeersch onbegrijpelijke beslissing van de wedstrijdleiding de ploeg van de Verenigde Staten, die duidelijk zichtbaar buiten de wisselzone had gewisseld, niet werd gediskwalificeerd.

### Bekentenis over dopinggebruik
Wijmeersch bekende in 2008 op advies van dopingjager Renno Roelandt, ondervoorzitter van het BOIC en lid van het Wereldantidopingagentschap, tussen eind 1998 en voorjaar 2001 groeihormonen gebruikt te hebben. Dat maakte de 38-jarige spurter op 25 september 2008 bekend op een persconferentie waarop hij zijn afscheid aan de sport aankondigde. Korte tijd later verscheen zijn biografie De puntjes op de ij, waarin hij beschrijft hoe hij in die periode met vijf verschillende dopingmethodes heeft geëxperimenteerd. Eind 2008 werd om deze reden door de Vlaamse Gemeenschap een rechtszaak tegen hem aangespannen en werd aanvankelijk levenslange schorsing tegen de voormalige sprinter geëist, later afgezwakt naar een tweejarige schorsing.
Op 21 januari 2009 werd Wijmeersch door de Disciplinaire Commissie van de Vlaamse gemeenschap vrijgesproken van het gebruik van doping. Volgens het Belgisch strafwetboek geldt een algemene verjaringstermijn van vijf jaar. Aangezien de laatste feiten die Wijmeersch ten laste werden gelegd, dateerden van het voorjaar van 2002, oordeelde de rechter dat hij tuchtrechtelijk werd vrijgesteld van straf, ook al blijven dopingfeiten misdrijven. Vervolgens werd Wijmeersch op 10 mei 2010 ook door de correctionele rechtbank van Dendermonde vrijgesproken van dopinggebruik in 2006.
Wijmeersch, die op verschillende atletiekonderdelen Belgische records wist te verbeteren en er nog steeds enkele op zijn naam heeft staan, is aangesloten bij AC Waasland en hiervoor bij RC Gent en WIBO.

## Kampioenschappen

### Internationale kampioenschappen
| Onderdeel | Titel                   | Jaar |
| --------- | ----------------------- | ---- |
| 200 m     | Europees indoorkampioen | 1996 |

## Belgische kampioenschappen
Outdoor
| Onderdeel | Jaar                         |
| --------- | ---------------------------- |
| 100 m     | 1996, 1998, 2002, 2008       |
| 200 m     | 1995, 1997, 1998, 1999, 2001 |

Indoor
| Onderdeel | Jaar                               |
| --------- | ---------------------------------- |
| 60 m      | 1998, 1999, 2001, 2005             |
| 200 m     | 1992, 1993, 1996, 1997, 2000, 2001 |

## Persoonlijke records
Outdoor
| Onderdeel | Prestatie       | Datum        | Plaats   |
| --------- | --------------- | ------------ | -------- |
| 100 m     | 10,17 s         | 28 juni 1997 | Oordegem |
| 200 m     | 20,42 s         | 9 juni 1996  | Tallinn  |
| 300 m     | 32,52 s (ex-NR) | 19 mei 1997  | Oordegem |

Indoor
| Onderdeel | Prestatie    | Datum            | Plaats |
| --------- | ------------ | ---------------- | ------ |
| 50 m      | 5,80 s       | 26 februari 2005 | Liévin |
| 60 m      | 6,69 s       | 6 februari 2005  | Gent   |
| 200 m     | 20,66 s (NR) | 12 februari 1997 | Gent   |

## Belgische records
- 300 m - 32,83 (Merksem, 14 juli 1996)
- 300 m - 32,73 (Oordegem, 31 augustus 1996)
- 300 m - 32,60 (Aalst, 1 september 1996)
- 200 m (ind.) - 20,66 (Gent, 12 februari 1997)
- 300 m - 32,52 (Oordegem, 19 mei 1997)
- 4 x 100 m - 39,71 (Malmö, 6 juni 1998)
- 4 x 100 m - 39,48 (Lahti, 5 juni 1999)
- 4 x 100 m - 39,22 (Edmonton, 11 augustus 2001)
- 4 x 200 m (ind.) - 1.27,67 (Gent, 25 februari 1997)

## Palmares

### 60 m
- 1998:  BK indoor AC
- 1999:  BK indoor AC
- 2001:  BK indoor AC
- 2001: ½ fin. WK indoor in Lissabon - 6,78 s
- 2005:  BK indoor AC
- 2006:  BK AC indoor - 6,80 s
- 2006:  WK masters (M35) - 6,82 s

### 100 m
- 1996:  BK AC - 10,32 s (wind)
- 1996:  Europacup B in Oordegem - 10,23 s
- 1996: tweede ronde Olympische Spelen van Atlanta - 10,37 s
- 1997: ¼ fin. WK in Athene - 10,34 s
- 1998:  BK AC - 10,37 s
- 1999: heats WK in Sevilla - 10,56 s
- 2002:  BK AC - 10,44 s
- 2006:  Europacup B in Praag - 10,36 s
- 2006: ½ fin. EK in Göteborg - 10,47 s
- 2008:  BK AC - 10,44 s

### 200 m
- 1992:  BK indoor AC - 21,70 s
- 1993:  BK indoor AC - 21,59 s
- 1994:  BK indoor AC - 21,42 s
- 1995: ½ fin. WK indoor in Barcelona - 21,94 s
- 1995:  BK AC - 20,80 s
- 1995: series WK in Göteborg - 21,01 s
- 1995: 8e Memorial Van Damme - 21,22 s
- 1996:  BK indoor AC
- 1996:  EK indoor - 21,04 s
- 1996: tweede ronde Olympische Spelen van Atlanta - 20,59 s
- 1996: 8e Memorial Van Damme - 20,84 s
- 1997:  BK indoor AC
- 1997: ½ fin. WK indoor in Bercy - 21,33 s
- 1997:  BK AC - 20,74 s
- 1997: ¼ fin. WK in Athene - 20,73 s
- 1997:  Europacup B in Dublin - 21,45 s
- 1998: ½ fin. EK in Boedapest - DSQ
- 1998:  BK AC - 20,49 s
- 1999: series WK indoor in Maebashi - 21,74 s
- 1999:  BK AC - 20,55 s
- 1999: heats WK in Sevilla - 20,89 s
- 2000:  BK indoor AC
- 2001:  BK indoor AC
- 2001:  BK AC - 20,60 s
- 2001: series WK in Edmonton - 21,17 s

### 4 x 100 m estafette
- 2001: heats WK in Edmonton - 39,22 (BR)